# Ахелой
Ахело́й  (др.-греч. Ἀχελῷος) — в древнегреческой мифологии является могущественным речным божеством, по Гесиоду, сын Океана и Тефии.

## История
Гомер помещает его реку в Лидии. В древности было по крайней мере шесть разных рек с именем Ахелой, что, возможно, указывает, что он изначально был богом не отдельной реки, а богом всех вод.
По Алкею, сын Океана и Геи, по Гекатею, сын Гелиоса и Геи. Отец сирен (от Мельпомены или Терпсихоры). От Перимеды отец Гипподаманта и Ореста. Нимфы, пляшущие у его вод, упомянуты Гомером.

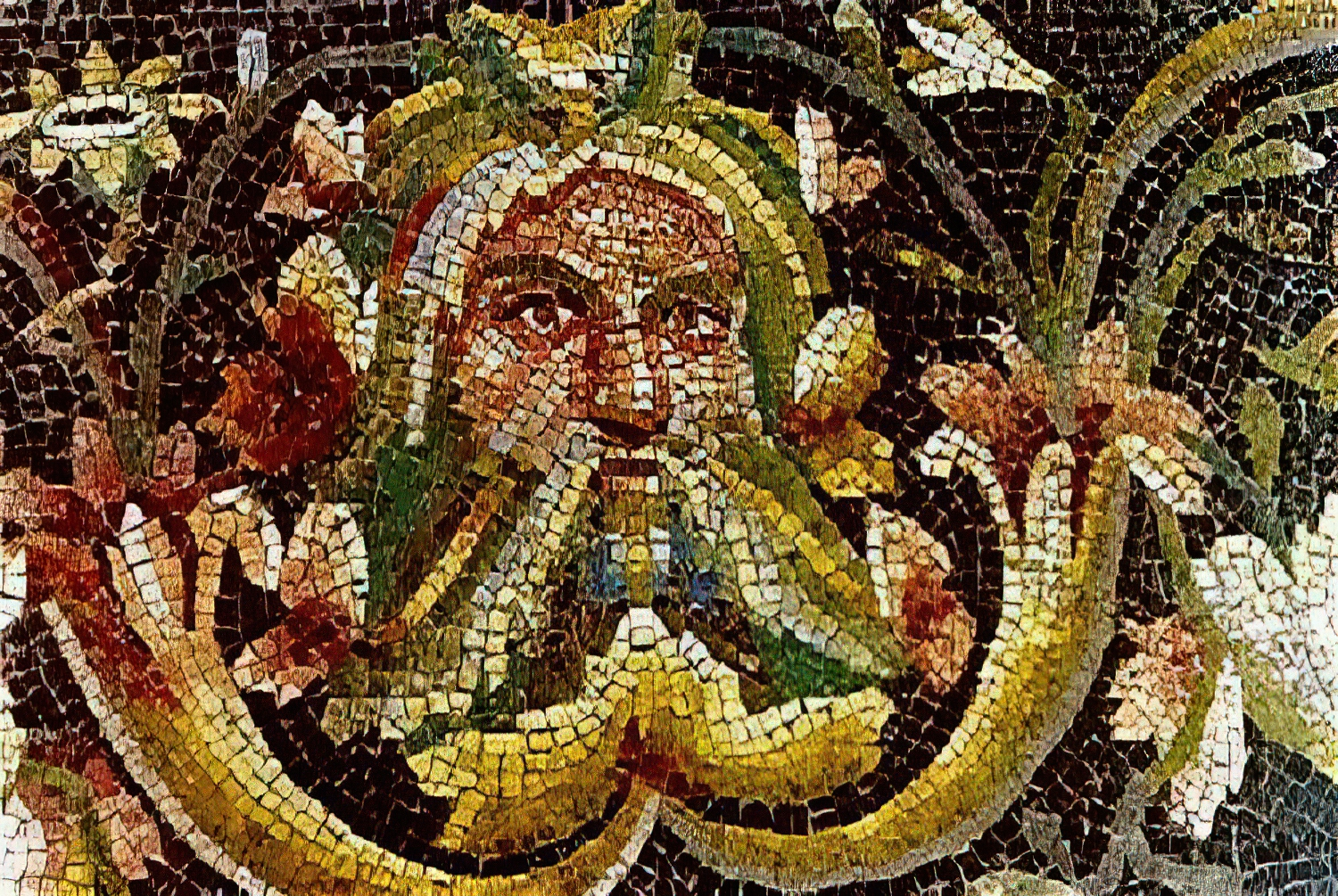
Ахелой

Ахелой сватался к Деянире, но Геракл победил его в единоборстве, обломав Ахелою, принявшему образ быка, один рог. Принимал облик тельца, змея, быкоголового мужа. По Овидию, принимал облик человека, змея и быка. Во время этой битвы Арес помогал Ахелою, а Афина — Гераклу.
Ахелой получил свой рог обратно, отдав за него рог Амалфеи. По Страбону, рог Ахелоя и был рогом Амалфеи. Либо Геракл подарил рог Гесперидам или (Овидий) нимфам, а те наполнили его яблоками и назвали рогом изобилия.
По рационалистическому истолкованию, речь идет о том, что Геракл изменил течение реки Ахелоя, создав для неё другое русло. Рог Ахелоя и есть рог Амалфеи. Насыпями и каналами Геракл обуздал течение реки.
Также Ахелой очистил от убийства Алкмеона и дал ему в жены свою дочь Каллирою. Его памятник был в Мегарах.
На произведениях искусства, особенно же на монетах, он изображался обыкновенно в виде быка с человеческим лицом, иногда же в человеческом образе с бычьими рогами.